# Le Gentilhomme à la main sur la poitrine
Le Gentilhomme à la main sur la poitrine ou Le Chevalier à la main sur la poitrine est un tableau peint par Le Greco entre 1578 et 1580. Il mesure 81,8 cm de haut sur 65,8 cm de large. Il est conservé au Musée du Prado à Madrid.
L’identité du modèle est restée longtemps ignorée mais on considère aujourd’hui qu’il s’agit de Juan de Silva y Ribera, IIIe marquis de Montemayor, qui fut chef militaire de l’Alcazar de Tolède. Cependant, depuis peu, une autre hypothèse a été avancée. Ce portrait pourrait représenter Miguel de Cervantes,.

## Description
Ce tableau est l’un des portraits espagnols les plus célèbres. Un gentilhomme, la main sur la poitrine, regarde le spectateur comme s’il concluait un pacte avec lui. La position de la main semble indiquer que l’homme prête serment. Vêtu avec élégance, il porte une épée au pommeau doré ainsi qu’un médaillon et une chaîne en or. À l’époque, il s’agissait d’une représentation courante d’un gentilhomme du Siècle d'or.

## Analyse
Une récente restauration a permis de découvrir que le fond n’est pas noir mais gris clair, ce qui, ajouté à une lumière extérieure qui illumine le visage, fait ressortir le personnage. De plus, ce fond met en évidence les subtiles nuances du vêtement sombre, ce qui confirme l’influence de l’École vénitienne.

## Prolongement poétique
Manuel Machado a consacré un poème à cette peinture en utilisant le même titre :
« Este desconocido es un cristiano

de serio porte y negra vestidura,

donde brilla no más la empuñadura,

de su admirable estoque toledano. »
Traduction :

Cet inconnu est un chrétien

à l’allure sévère et à l’habit noir,

sur lequel brille le pommeau,

de son admirable épée de Tolède.

## Sources
- (es) Cet article est partiellement ou en totalité issu de l’article de Wikipédia en espagnol intitulé « El caballero de la mano en el pecho » (voir la liste des auteurs).